# پیندار ۵۹۲۸
سیارک ۵۹۲۸ (به انگلیسی: 5928 Pindarus، نامگذاری:1973SK1) پنج هزار و نهصد و بیست و هشتمین سیارک کشف شده‌است که در ۱۹ سپتامبر ۱۹۷۳ کشف شد.
قدر مطلق سیارک برابر ۱۱٫۴۰ است.